# Pico-ITX
Pico-ITX(ピコ・アイティーエックス)とは、VIA Technologiesが開発・提唱するマザーボードのフォームファクタの一つである。
Mini-ITXやNano-ITXよりもさらに小さく、マザーボードのサイズは10cm×7cmである。
Pico-ITX規格でマザーボードを販売しているのは、2011年12月現在、VIA Technologiesとインテルである。またこの規格に対応したケースもあまり出回っていないため、一般にはその多くがベアボーン形態で販売されている。